# Etinilestradiolo
L'etinilestradiolo (17-α-etinilestradiolo) è un ormone sessuale femminile, facente parte degli estrogeni di sintesi. È contenuto in molte pillole anticoncezionali moderne associato a un progestinico.
L'etinilestradiolo può provocare lo squilibrio dell'asse ipotalamo - ipofisario, causando tumori di origine ormonale su gonadi femminili, maschili, tiroide e surrene.
Il segnale del neurotrasmettitore ipotalamico, viene bloccato nell'ipofisi dall'etinilstradiolo.
Nell ipofisi la glicoproteina ormonale luteinica, detta LH, inibita, può scatenare una cascata di reazioni di origine oncologica derivanti da sintesi glicidica e proteica, che interessano i suddetti organi.
La reazione chimica all'interno della cellula, della glicoproteina luteinica bloccata, che darebbe origine ad un ovocita, si trasforma in una reazione che dà origine a cellule tumorali.
Gli effetti collaterali generali dell'etinilestradiolo comprendono, tra gli altri, dolorabilità e ingrossamento del seno, mal di testa, ritenzione di liquidi e nausea. Negli uomini, l'etinilestradiolo può inoltre causare lo sviluppo del seno, la femminilizzazione in generale, l'ipogonadismo e la disfunzione sessuale. Effetti collaterali rari ma gravi includono coaguli di sangue, danni al fegato e cancro dell'utero.
L'etinilestradiolo è un estrogeno, o un agonista dei recettori degli estrogeni, il bersaglio biologico di estrogeni come l'estradiolo. È un derivato sintetico dell'estradiolo, un estrogeno naturale, e differisce da esso in vari modi. Rispetto all'estradiolo, l'etinilestradiolo ha notevolmente migliorato la biodisponibilità se assunto per via orale, è più resistente al metabolismo e mostra effetti relativamente aumentati in alcune parti del corpo come il fegato e l'utero. Queste differenze rendono l'etinilestradiolo più favorevole per l'uso in pillole anticoncezionali rispetto all'estradiolo, sebbene comportino anche un aumento del rischio di coaguli di sangue e di alcuni altri rari effetti avversi.
L'etinilestradiolo è stato sviluppato negli anni '30 ed è stato introdotto per uso medico nel 1943. Il farmaco ha iniziato ad essere usato nelle pillole anticoncezionali negli anni '60. Oggi, l'etinilestradiolo si trova in quasi tutte le forme combinate di pillole anticoncezionali ed è quasi l'estrogeno esclusivo utilizzato per questo scopo, rendendolo uno degli estrogeni se non il più ampiamente usato.
Trova impiego clinico anche in casi di:
- Amenorrea di accertata natura non gravidica amenorrea, ipomenorrea, oligomenorrea.
- Prevenzione della montata lattea
- Disturbi prostatici
- Terapia ormonale sostitutiva ( TOS ) dei sintomi derivanti da deficienza estrogenica nelle donne.
- Terapia di seconda scelta per la prevenzione dell'osteoporosi in donne in postmenopausa, ad alto rischio di future fratture che presentano intolleranze o controindicazioni specifiche ad altri farmaci autorizzati per prevenzione dell'osteoporosi. L'esperienza in donne al di sopra dei 65 anni di età è limitata.[senza fonte]

## Usi medici
Ci sono molti usi per etinilestradiolo. È più comunemente usato come contraccezione nei contraccettivi orali combinati, noto anche come controllo delle nascite, per prevenire la gravidanza dopo il sesso. L'etinilestradiolo nella sua formulazione anticoncezionale non è solo usato per prevenire la gravidanza, ma può anche essere usato per trattare l'assenza di mestruazioni, i sintomi durante le mestruazioni e l'acne.
L'etinilestradiolo è anche usato come terapia ormonale per la menopausa. Il motivo principale dell'uso della TOS nelle donne in menopausa è quello di alleviare i comuni sintomi vasomotori come vampate di calore e sudorazione notturna. Gli studi hanno scoperto che la sostituzione degli estrogeni aiuta a migliorare questi sintomi rispetto a un placebo. Altri sintomi comuni della menopausa come secchezza vaginale (che può causare dolore durante i rapporti sessuali), prurito vaginale e umore depresso, possono beneficiare della TOS. Oltre al trattamento dei sintomi della menopausa, l'etinilestradiolo ha utilizzato l'etinilestradioln come componente della terapia ormonale femminizzante per le donne transgender. Tuttavia, non è più comunemente usato né raccomandato per questo scopo, con l'estradiolo che lo ha ampiamente sostituito.
L'etinilestradiolo può anche essere usato per trattare l'ipogonadismo nelle donne, prevenire l'osteoporosi nelle donne e ha usato l'etinilestradioln come terapia palliativa per il carcinoma prostatico negli uomini e il carcinoma mammario nelle donne.
L'etinilestradiolo o qualsiasi estrogeno da solo è controindicato per le donne a causa dell'aumentato rischio di cancro dell'endometrio; somministrare un progestinico con un estrogeno attenua il rischio.
Moduli disponibili
EE è disponibile in combinazione con un progestinico in un vasto numero di COC. È anche disponibile in combinazione con progestinici come cerotto contraccettivo transdermico e come anello vaginale contraccettivo. Inoltre, esiste una singola preparazione contenente dosi molto basse di EE (2,5 e 5 µg) più un progestinico in una compressa orale che rimane in uso per la terapia ormonale in menopausa. EE era precedentemente disponibile da solo con il marchio Estinyl sotto forma di compresse da 0,02, 0,05 e 0,5 mg (20, 50 e 500 µg).
La quantità di EE nei COC si è ridotta nel corso degli anni. In precedenza, i COC contenevano alte dosi di EE fino a 100 µg / giorno. Dosi superiori a 50 µg di EE sono considerate dosi elevate, dosi di 30 e 35 µg di EE sono considerate basse dosi e dosi da 10 a 25 µg di EE sono considerate dosi molto basse. Oggi, i COC generalmente contengono da 10 a 50 µg di EE. Le dosi più elevate di EE sono state sospese a causa di un alto rischio di TEV e problemi cardiovascolari.

## Controindicazioni
L'etinilestradiolo deve essere evitato in soggetti con anamnesi positiva o nota di suscettibilità a trombosi arteriosa o venosa (coaguli di sangue), a causa di un aumentato rischio di problemi cardiovascolari quali tromboembolia venosa (TEV), infarto del miocardio e ictus ischemico. Ciò include le donne con:
- Storia di Trombosi venosa profonda (TVP) o Embolia polmonare (EP) che non ha ricevuto anticoagulanti
- TVP / EP acuto
- Immobilizzazione prolungata a causa di interventi chirurgici importanti
- Diabete mellito avanzato con malattia vascolare
- Emicrania con aura
- Ipertensione ≥160 / 100
- Malattia vascolare
- Attuale e storia della malattia coronarica
- Fattori di rischio multipli per malattia coronarica (ad es. Età avanzata, fumo, diabete, ipertensione, bassi livelli di HDL, alti LDL o alti livelli di trigliceridi)
- Età ≥35 e fumo ≥15 sigarette / giorno
- Storia di incidente cerebrovascolare
- Lupus eritematoso sistemico con anticorpi antifosfolipidi positivi (o sconosciuti)
- Cardiopatia valvolare complicata

Eccetto quando usato per trattarlo, l'etinilestradiolo deve essere evitato nelle donne con carcinoma mammario in corso a causa di un possibile peggioramento della prognosi.
L'etinilestradiolo deve essere evitato anche nelle donne che allattano al seno dopo meno di 21 giorni dal parto a causa di un aumentato rischio di TEV. Uso di etinilestradiolo nel seno Le donne in etinilestradi che sono almeno 21 giorni dopo il parto devono essere discusse con un fornitore e devono includere informazioni sui vantaggi, gli svantaggi e le alternative per l'uso dell'etinilestradiolo.
A causa del rischio di epatotossicità colestatica, è ampiamente considerato che i COC contenenti etinilestradiolo dovrebbero essere evitati nelle donne con una storia di colestasi in gravidanza, tumori epatici, epatite attiva e difetti familiari nell'escrezione biliare.

## Effetti collaterali
La gravità degli effetti collaterali può variare in base alla dose e alla via di somministrazione di etinilestradiolo. Gli effetti collaterali generali dell'etinilestradiolo sono gli stessi di altri estrogeni e comprendono dolorabilità mammaria, mal di testa, ritenzione idrica (gonfiore), nausea, vertigini e aumento di peso. Il componente estrogeno dei contraccettivi orali, che è quasi sempre etinilestradiolo, può causare tenerezza e pienezza del seno. Nei maschi, l'etinilestradiolo ha effetti collaterali aggiuntivi, tra cui ginecomastia (sviluppo del seno), femminilizzazione in generale, ipogonadismo, infertilità e disfunzione sessuale (ad esempio). riduzione della libido e disfunzione erettile). Negli uomini sottoposti a terapia estrogenica ad alte dosi con 200 µg / die di etinilestradiolo orale per più di tre mesi di etinilestradiolo, la ginecomastia si è verificata nel 98% e la riduzione della libido si è verificata dal 42 al 73%.

## Effetti sulla fauna selvatica
Uno studio riporta che l'esposizione per 21 giorni a Gasterosteus aculeatus, una specie ittica con biomarcatori sensibili all'esposizione ormonale, a una concentrazione di 170 ng / L di etinilestradiolo provoca l'inibizione della produzione androgeno, un indice nefrosomatico inferiore (INS) e un indice somatico ovarico inferiore (ISO).
Queste variazioni possono provocare un disturbo della funzione riproduttiva. Tuttavia, il meccanismo d'azione rimane sconosciuto. Vale anche la pena ricordare che questi risultati sono stati ottenuti nei saggi biologici e che molti altri fattori legati alla complessità degli equilibri che governano gli ambienti naturali possono modificare la biodisponibilità di questo contaminante. Va inoltre notato che questo studio utilizza una concentrazione di 170 ng / L, mentre le concentrazioni elencate di seguito sono più nell'ordine di 5-25 ng / L.
Lo stesso studio ha anche dimostrato che gli effetti di una concentrazione di 10 ng / L di questo contaminante sono più pronunciati in estate a causa dell'aumento della temperatura e del fotoperiodo; due fattori che influenzano notevolmente l'espressione dell'RNA messaggero di alcuni geni a concentrazioni che si trovano attualmente nelle acque naturali.

## Quantificazioni elencate
La tabella seguente mostra le concentrazioni di etinilestradiolo elencate da diversi gruppi di ricerca in tutto il mondo. Si può osservare che diversi metodi utilizzati fino ad ora non consentono di ottenere limiti di rivelazione sufficientemente bassi per valutare la presenza del composto nelle acque superficiali. La variabilità delle concentrazioni elencate è influenzata non solo dalla variazione del consumo di questo estrogeno sintetico ma anche dalla lontananza del sito di campionamento dalla sorgente di scarico delle acque trattate dalle città. Tutto sommato, le concentrazioni determinate consentono di stabilire la loro presenza nelle acque superficiali e quindi l'importanza di stabilire la loro tossicità a questi livelli di concentrazione sulla fauna.
| Paese         | Affluente                           | Sorgente d'acqua     | Concentrazione (ng/L) | Metodo utilizzato | Limite di rilevamento (ng/L) |
| ------------- | ----------------------------------- | -------------------- | --------------------- | ----------------- | ---------------------------- |
| Germania      | Danubio, Nau, Blu                   | di superficie        | 0.80                  | HRGC-NCI-MS       | 0.10                         |
| Germania      | Wismarer Bucht                      | di superficie        | 17.2                  | SPE LC-ESI-MS/MS  | 0.5                          |
| Cambogia      | Siem Reap                           | di superficie (C.U.) | 23.4                  | LLE GC-MS         | 5.0                          |
| Canada        | Mille Isole                         | di superficie (C.U.) | N/D                   | SPE LC-APPI-MS/MS | 7.0                          |
| Chile         | Itata, Biobio                       | di superficie (C.U.) | 0.38-30.56#           | ----              | ----                         |
| Cina          | Fenhe                               | di superficie (C.U.) | 24.4                  | LLE GC-MS         | 5.0                          |
| Corea del Sud | Han                                 | di superficie (C.U.) | N/D                   | LC-MS/MS ESI APCI | 1.0                          |
| Corée du Sud  | Yeongsan, Seomjin                   | di superficie (C.U.) | 4.5                   | LLE GC-MS         | 5.0                          |
| Grecia        | Aliakmon, Axios, Loudias            | di superficie (C.U.) | N/D                   | SPE GC-MS         | 0.7                          |
| Grecia        | Thermaikos, Loudias                 | di superficie (C.U.) | N/D                   | SPE GC-MS         | 6.6                          |
| Indonesia     | Cikamasan                           | di superficie (C.U.) | 9.1                   | LLE GC-MS         | 5.0                          |
| Laos          | Ton                                 | di superficie (C.U.) | 19.7                  | LLE GC-MS         | 5.0                          |
| Malaysia      | Tuaran                              | di superficie (C.U.) | 8.7                   | LLE GC-MS         | 5.0                          |
| Regno Unito   | Medway                              | di superficie        | N/D                   | SPE GC-MS/MS      | 0.27                         |
| Taiwan        | Impianto di trattamento delle acque | non trattato         | N/D                   | SPE LC-ESI-MS/MS  | 8.0                          |
| Tailandia     | Khong                               | di superficie (C.U.) | 10.4                  | LLE GC-MS         | 5.0                          |
| Vietnam       | Long Xuyen                          | di superficie (C.U.) | 28.6                  | LLE GC-MS         | 5.0                          |

Legenda:
LC	Cromatografia liquida
MS/MS	Spettrometria di massa tandem
ESI	Ionizzazione di nebulizzazione
APCI	Ionizzazione chimica a pressione atmosferica
HRGC	Gascromatografia ad alta risoluzione
NCI	Ionizzazione in modalità negativa
LLE	Estrazione liquido-liquido
GC	Gas cromatografia
N/D	Non rilevato
C.U.	Consumo urbano